# 다리오 콤피아니
루이지 안토니오 "다리오" 콤피아니(이탈리아어: Luigi Antonio "Dario" Compiani; 1903년 9월 1일, 롬바르디아 주 스피나데스코 ~ 1962년 4월 4일, 롬바르디아 주 크레모나)는 이탈리아의 전 프로 축구 선수이자 감독으로, 현역 시절 골키퍼로 활약했다.

## 클럽 경력
현역 시절, 콤피아니는 이탈리아의 크레모네세, 밀란, 그리고 삼피에르다레네세에서 활약했다. 밀란에서 221경기 출전한 그는 크리스티안 아비아티(380경기), 세바스티아노 로시(330경기), 지다(302경기), 로렌초 부폰(300경기), 그리고 엔리코 알베르토시(233경기)에 이어 구단 역사상 최다 출전 6위이다.